# Ventilator z okvirjem
Ventilator z okvirjem je način pogona, pri katerem je okoli ventilatorja nameščen okvir ali obroč. Okvir zmanjša izgube na konicah propelerja. Poleg letal se uporablja tudi na helikopterjih, hoverkraftih, cepelinih, letečih čolnih (fanpackih) in drugje.
Ventilatorji z okvirjem imajo po navadi krajše lopatice (krake) in v večjem številu kot propelerji in se zato vrtijo pri večjih vrtljajih. Število lopatic je liho, da se prepreči resonanca.
Primer ventilatorjev z okvirjem so turboventilatorski motorji, kjer ventilator poganja turbina. Uporabljajo se na reaktivnih potniških in lovskih letaih ter bombnikih. Lahko pa ventilator poganja tudi drug vir moči, npr. batni ali električni motor. Fenestron je tržno ime za ventilator z okvirjem, ki se uporablja na repih helikopterjev.

## Prednosti
- z znižanjem izgub na konicah propelerja je ventilator učinkovitejši, posebej pri nizkih hitrostih in velikih potiskih, npr. zračne ladje ali hoverkrafti
- s pravilnim dimenzioniranjem lahko načrtovalec optimizira hitrost, da deluje učinkoviteje od propelerja pri visokih hitrostih zraka
- za enak potisk manjših dimenzij kot propelerji
- tišji od propelerjev med obratovanjem
- omogočajo določeno mero usmerjanja potiska, zato se lahko uporabljajo kot tiltrotorji
- večja varnost na tleh, konvencionalne propelerje se težko vidi pri visokih vrtljajih

## Slabosti
- potrebuje zelo natančno izdelane komponente z majhnimi tolerancami
- deluje pri večjih obratih kot propeler
- kompleksna izdelava, težji dizajn kljub uporabi kompozitnih materialov
- pri velikih vpadnih kotih lahko deli ventilatorja izgubijo vzgon in pride do odcepitve mejne plasti [2]